# Trek-Segafredo (vrouwenwielerploeg)/2021
Deze pagina geeft een overzicht van de vrouwenwielerploeg Trek-Segafredo in 2021.

## Algemeen

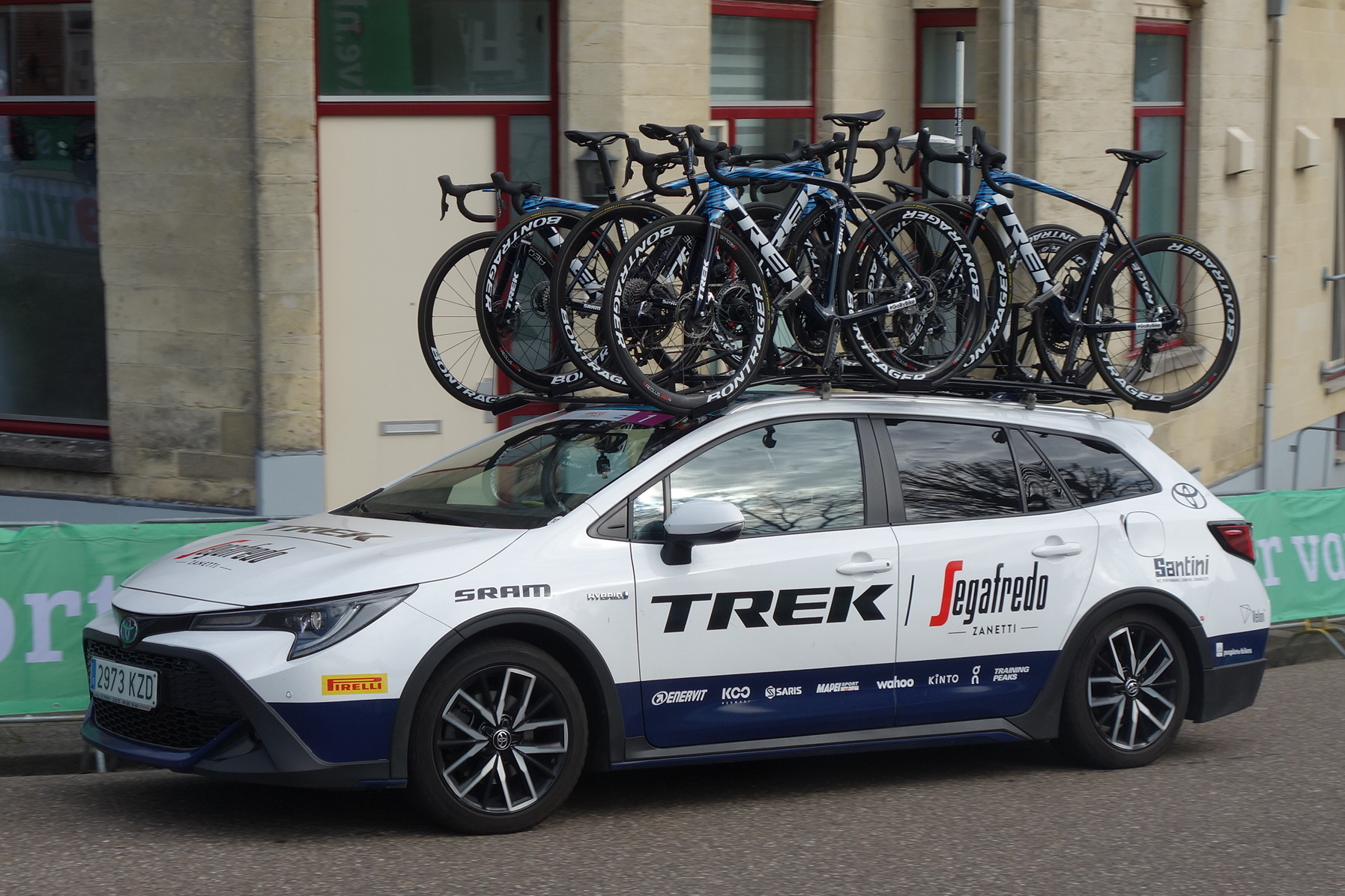
Ploegauto in de Amstel Gold Race 2021.

Algemeen manager: Luca Guercilena
Ploegleiders: Ina-Yoko Teutenberg, Giorgia Bronzini
Fietsmerk: Trek (fiets)

## Renners
| Naam                 | Geboortedatum | Nationaliteit       | Ploeg 2020      |
| -------------------- | ------------- | ------------------- | --------------- |
| Shirin van Anrooij   | 05-02-2002    | Nederland           | Neo             |
| Elynor Bäckstedt     | 06-12-2001    | Verenigd Koninkrijk |                 |
| Lucinda Brand        | 02-07-1989    | Nederland           |                 |
| Audrey Cordon-Ragot  | 22-09-1989    | Frankrijk           |                 |
| Lizzie Deignan       | 18-12-1988    | Verenigd Koninkrijk |                 |
| Amalie Dideriksen    | 24-05-1996    | Denemarken          | Boels Dolmans   |
| Ellen van Dijk       | 11-02-1987    | Nederland           |                 |
| Lauretta Hanson      | 29-10-1994    | Australië           |                 |
| Chloe Hosking        | 01-10-1990    | Australië           | Rally UHC Women |
| Elisa Longo Borghini | 10-12-1991    | Italië              |                 |
| Letizia Paternoster  | 22-07-1999    | Italië              |                 |
| Tayler Wiles         | 20-07-1989    | Verenigde Staten    |                 |
| Ruth Winder          | 09-07-1993    | Verenigde Staten    |                 |
| Trixi Worrack        | 28-09-1981    | Duitsland           |                 |

### Vertrokken
| Naam              | Geboortedatum | Nationaliteit       | Ploeg 2021          |
| ----------------- | ------------- | ------------------- | ------------------- |
| Lotta Lepistö     | 28-06-1989    | Finland             | Ceratizit-WNT       |
| Anna Plichta      | 10-02-1992    | Polen               | Lotto Soudal Ladies |
| Abigail Van Twisk | 01-03-1997    | Verenigd Koninkrijk |                     |

## Overwinningen
| Kampioenschappen Wereldkampioenschap tijdrijden: Ellen van Dijk EK op de weg: Ellen van Dijk NK op de weg Denemarken: Amalie Dideriksen NK tijdrijden Frankrijk: Audrey Cordon-Ragot NK tijdrijden Italië: Elisa Longo Borghini NK op de weg Italië: Elisa Longo Borghini Healthy Ageing Tour 2e etappe: Ellen van Dijk Eindklassement: Ellen van Dijk Combinatieklassement: Ellen van Dijk Trofeo Alfredo Binda-Comune di Cittiglio Elisa Longo Borghini | Brabantse Pijl Ruth Winder Ronde van Thüringen 3e etappe: Lucinda Brand 5e etappe: Lucinda Brand Eindklassement: Lucinda Brand Ploegenklassment: *1) Ronde van Zwitserland Eindklassement: Elizabeth Deignan Lotto Belgium Tour Proloog: Ellen van Dijk | Ronde van Italië 1e etappe (TTT): *2) Bergklassement: Lucinda Brand Ronde van Noorwegen 4e etappe: Chloe Hosking GP Plouay Elisa Longo Borghini Tour de l'Ardèche 3e etappe: Chloe Hosking 4e etappe: Ruth Winder 7e etappe: Lucinda Brand Parijs-Roubaix Elizabeth Deignan |

*1) Ploeg Ronde van Thüringen: Brand, Van Dijk, Cordon-Ragot, Deignan, Worrack
*2) Ploeg Ronde van Italië: Brand, Van Dijk, Deignan, Longo Borghini, Wiles, Winder
Mannen: 2011 · 2012 · 2013 · 2014 · 2015 · 2016 · 2017 · 2018 · 2019 · 2020 · 2021 · 2022 · 2023 · 2024 · 2025
Vrouwen: 2019 · 2020 · 2021 · 2022 · 2023 · 2024 · 2025
Alé BTC Ljubljana · Team BikeExchange · Canyon-SRAM · FDJ Nouvelle-Aquitaine Futuroscope ·  Liv Racing · Movistar Team · Team DSM · Team SD Worx · Trek-Segafredo